# El castillo de los destinos cruzados
El castillo de los destinos cruzados (Il Castello dei destini incrociati en italiano original) es una obra del escritor italiano Italo Calvino, publicada en 1973, tras cinco años de compleja elaboración. Los hilos narrativos que constituyen el libro se basan en interpretaciones de las cartas del tarot. Contiene dos secciones, la primera fue El castillo de los destinos cruzados, ampliada posteriormente con La taberna de los destinos cruzados.
Calvino construye en ambas secciones una serie de historias entrecruzadas utilizando las cartas del tarot, por la riqueza narrativa de sus imágenes, en una interpretación libre que prescinde de los significados que tradicionalmente se les atribuye. El autor convierte así los mazos de cartas en una especie de «máquina narrativa combinatoria», que permite ilimitadas interpretaciones derivadas de sus posibilidades de combinación.
En ambas secciones, un grupo de personas que han perdido la palabra debido a sus experiencias, se encuentran refugiadas en un lugar (un castillo y una taberna respectivamente) y proceden a relatar sus historias a sus compañeros, utilizando una baraja de tarot. En El castillo de los destinos cruzados Calvino utiliza para ello el tarot de Visconti, cuyas imágenes, de un refinamiento renacentista, generan una serie de historias refinadas que giran alrededor del conocido poema épico de Ludovico Ariosto, Orlando furioso. Los personajes del castillo son de «bella apariencia y vestidos con atildada elegancia»; en contraposición, los personajes de La taberna de los destinos cruzados son gente corriente, por lo que Calvino utiliza en esa segunda obra el más popular y tosco en ejecución tarot de Marsella.
El trabajo de composición y estructura de los relatos exigió mucho del autor, que lo denominaba una «génesis fatigosa». Calvino pensó en añadir un tercer título, El hotel de los destinos cruzados, para el que desechó el uso de un tercer tarot y decidió utilizar material visual más moderno. Pero agotado por las dos obras completadas abandonó el proyecto en octubre de 1973.